# Karel Lismont
Karel Lismont (Borgloon, 8 de março de 1949) é um antigo atleta belga, de corridas de fundo, que se notabilizou principalmente em provas de maratona. Foi medalhado olímpico em duas ocasiões: medalha de prata nos Jogos Olímpicos de Munique em 1972 e medalha de bronze nos Jogos Olímpicos de Montreal em 1976.